# Astroblème de Rochechouart-Chassenon
Vous lisez un « article de qualité » labellisé en 2007.
L'astroblème de Rochechouart-Chassenon est un ensemble de marques laissées près des villages de Rochechouart et Chassenon (Haute-Vienne et Charente, en France) par l'impact d'un astéroïde tombé il y a 206,9 ± 0,3 Ma (millions d'années), soit environ 5,6 Ma avant la limite entre le Trias et le Jurassique. Cette datation remet en cause les conclusions de certaines études d'une moins grande précision qui considéraient que la chute de cet astéroïde était contemporaine de l'extinction massive du Trias-Jurassique.
À cette époque, un astéroïde d'un kilomètre et demi de diamètre percute la Terre à une vitesse d'environ 20 km/s, à l'emplacement actuel du lieu-dit de la Judie, dans la commune de Pressignac en Charente. Il laisse un cratère de quelque 20 km de diamètre, ravage tout à plus de 100 km à la ronde, et des éjectas retombent à plus de 450 km de là. L'impact modifie également les roches du sous-sol sur plus de 5 km de profondeur.
Depuis, l'érosion a complètement effacé toute trace dans le relief, et seul le léger détour de la Vienne vers le sud dans la commune de Chassenon pourrait lui être attribué. Par contre, le sous-sol conserve de nombreuses roches fracturées, fondues, remuées, que l'on appelle des brèches. Ces roches particulières ont été utilisées pour la construction des monuments gallo-romains, comme à Cassinomagus (thermes de Chassenon), ainsi que des habitations et monuments dans toute la région.

## Historique
Après avoir éveillé l'Académie des sciences de Paris, le 8 mai 1967, à la possibilité d'un impact météoritique à Rochechouart, le géologue du Muséum national d'histoire naturelle (MNHN) François Kraut fait officiellement et formellement état de l'existence de ce cratère d'impact dans la revue de la société allemande Geologica Bavarica en 1969. Cette publication met fin au mystère qui entourait l'origine de ces roches, et durait depuis leur première description à la fin du XVIIIe siècle.
L'astroblème de Rochechouart est la première structure d'impact terrestre à avoir été découverte uniquement par l'observation des effets du choc sur les roches, alors qu'aucune structure topographique circulaire n'est identifiable.

## Découverte de l'astroblème

### L'énigme des brèches de Chassenon et de Rochechouart
L'origine des roches avec lesquelles ont été construits les thermes de Chassenon ou de celles qui constituent la falaise située au pied du château de Rochechouart, et qui sont exploitées dans les carrières de la région, a été sujette à controverse dès que les géologues se sont intéressés à elles, comme on peut s'en rendre compte dans les lignes suivantes.
Nicolas Desmarest, futur membre de l'Académie des sciences, décrit cette roche en 1809 dans l'Encyclopédie Méthodique. Pour lui, il s'agit d'un granite à bande d'origine plutonique :
« Chassenon : C'est à Chassenon que tous ces effets du feu [souterrain] se sont offerts à moi sur une grande superficie de terrain […] La suite de ce travail m'a fait saisir deux accidents de feu très remarquables : le premier se manifeste par des altérations dégradées autour de plusieurs foyers et centres où le feu parait avoir agi avec plus de violence, sans cependant ouvrir le sol par une éruption marquée.

Le second accident consiste en des déplacements de grandes masses de terrain qui avaient pour centre les foyers dont j'ai parlé, et qui embrassaient une circonférence très étendue. J'observe que la plus grande partie du sol chauffé à Chassenon est un granit à bandes […].

Chabanois : […] On peut observer le granit à bandes depuis Chabanois jusqu'à Saint-Junien. »

Après Desmarest, Pierre Beaumesnil, correspondant à l'Académie des inscriptions et belles-lettres, explore en 1779 la ville de Chassenon, à la recherche de la ville antique de Cassinomagus. Il fait état dans ses manuscrits de tuf volcanique à la pierre qui en provient, ainsi que le rapporte ultérieurement l'abbé Jean Hippolyte Michon en 1844 : 

« La pointe est de cette zone, entre Chassenon et Rochechouart, est occupée par un volcan éteint ; c'est, du côté de l'Océan, le dernier cratère du système des volcans d'Auvergne. Les laves qu'il a vomies sont exploitées dans les carrières de Chassenon et fournissent une pierre poreuse, non friable, grise, quelquefois verdâtre, d'une densité moins grande que celle du calcaire. On trouve, dans les blocs qu'on brise, des morceaux de granit, de grès et d'autres matières rejetées par le volcan ou entraînées par la lave, lors des éruptions. Beaumesnil est le premier qui ait parlé de ce volcan. Il donne le nom de tuf volcanique à la pierre qui en provient. »

En 1808, le préfet de la Haute-Vienne publie dans la Statistique générale de la France : département de la Haute-Vienne un passage concernant des roches inconnues récemment découvertes par François Alluaud, un fabricant de porcelaine de Limoges : 

« Brèches primitives. On donne cette dénomination à un agrégat qui occupe, dans la commune de Rochechouart, près d'un myriamètre d'étendue. La découverte de cette brèche est nouvelle, et les minéralogistes qui l'ont observée ne sont pas d'accord sur sa nature ; les uns l'ont prise pour un ciment artificiel, les autres pour un produit volcanique.
[…]
On a cru devoir décrire, avec quelques détails, une roche inconnue jusqu'à ce jour. Ce n'est que depuis peu que M. Alluaud, qui en avait détaché quelques échantillons des tombeaux de l'abbaye Saint-Martial de Limoges, et qui en ignorait le gisement, a éclairci ce fait géologique. »

En 1833, Guillaume Manès (1798-1881) leur donne une origine volcanique ; en 1858, Henri Coquand (1818-1894) et en 1901 Le Verrier (1848-1905) leur attribuent une origine sédimentaire, mais H. Coquand doute de cette hypothèse quand il écrit à propos des roches de Chassenon qu'elles ont une origine problématique. En 1859, F. Alluaud apportait des précisions sur ces roches « d'origine pyrogène (…) dont le mica semble avoir été rougi par une sorte de calcination », sans conclure sur leur origine toutefois. En 1909 Glangeaud indique l'existence d'une ancienne région volcanique ; en 1935 puis en 1937 François Kraut tente de démontrer une origine volcano-sédimentaire. Mais cette explication ne le satisfait pas, car elle ne permet pas d'expliquer la structure cristallographique des cristaux de quartz et feldspath contenus dans ces roches,.
En 1952, François Kraut retourne dans la région étudier le filon de quartz clivé de Saint-Paul-la-Roche à 40 kilomètres seulement de Rochechouart. La proximité de ce quartz particulier avec les brèches énigmatiques a de nouveau attiré son attention sur celles-ci.

### François Kraut démontre l'origine impactite
Le 19 avril 1966, François Kraut se rend à Nördlingen (Allemagne) exprimer son point de vue sur la similitude entre les brèches de Chassenon et les suévites découvertes dans l'astroblème de Ries,. Le géologue français a notamment découvert des quartz et feldspaths présentant des micro-fissurations anormales (quartz choqués), visibles à très fort grossissement, que l'on retrouve aussi à Ries. Malgré le peu d'intérêt des géologues allemands sur cette similitude, l'un d'entre eux, Gerold Wagner, prend contact avec François Kraut pour visiter le site. Cette visite a lieu en 1967, mais l'Allemand meurt juste après dans un accident de voiture. Il avait toutefois eu le temps d'écrire au géologue français deux lettres dans lesquelles il se disait lui aussi très impressionné par ces analogies.
Le 8 mai 1967, Jean Orcel lit à l'Académie des sciences de Paris une note de François Kraut, qui fait pour la première fois état d'une probable origine impactite :

« Les brèches « volcaniques » de la région de Rochechouart, en particulier celles de Chassenon, montrent de grandes analogies avec les suévites du Ries. Le quartz qu'elles renferment présente des pseudo-clivages remarquables suivant plusieurs plans cristallographiques. (…) En résumé, (…)
1. La roche de Chassenon est une brèche volcanique. Dans ce cas les verres qu'elle contient seraient des laves vitreuses et les dislocations du quartz, attribuées généralement aux ondes de choc, peuvent être provoquées par une explosion volcanique.
2. Elles sont impactites et les verres résulteraient de la fusion de roches frappées par une météorite. Dans ce cas toute la géologie régionale doit être reconsidérée. »

Kurt Fredriksson,, un géologue de la Smithsonian Institution avec lequel François Kraut effectue des recherches sur le cratère de Cachari, fait part des découvertes du Français à son ami Bevan M. French géologue au Goddard Space Flight Center de la NASA, l'un des spécialistes des quartz choqués[source insuffisante].
L'équipe Kraut-French est formée et les découvertes s'accélèrent. François Kraut envoie à l'Américain des échantillons de ces roches qui, pour le moment, sont appelées « brèches volcaniques ». Il s'agit pour certains de fragments prélevés dans les ruines du château de Saint-Germain-de-Confolens. Bevan French confirme la présence de ces minéraux choqués et arrive à la même conclusion que François Kraut sur l'origine impactite de ces roches.
Il n'y a toutefois pas encore assez d'éléments pour conclure définitivement, c'est pourquoi l'article qui est présenté en octobre 1968 lors du 31e congrès de la Meteoritical Society à Cambridge (Massachusetts) (États-Unis) par Nicholas Short ne mentionne que la présence probable d'un impact météoritique à côté de Chassenon en France.
En janvier 1969, François Kraut fait une conférence sur les impactites à l'École des mines de Paris. Il aborde notamment les similitudes entre les quartz choqués de Rochechouart et ceux créés par des explosions nucléaires. En avril 1969, il se rend aux États-Unis, où il rencontre enfin son collègue américain. Ils mettent au point la visite du site de Rochechouart, prévue l'été suivant entre les 8 et 22 août 1969. Outre François Kraut, participeront Bevan French et son épouse, Eugène Raguin et son épouse, les deux géologues Kurt et Becky Fredriksson.
Le 12 mai 1969, François Kraut trouve des pseudotachylites vers Pressignac, un autre type de roche formée par l'impact.
Entre-temps, Bevan French avait demandé à Jack Hartung de dater quelques échantillons de brèche de Babaudus. Les résultats arrivent le 13 juin 1969, ils indiquent un âge compris entre 150 et 170 millions d'années. Toutefois, Bevan French est persuadé que l'impact a eu lieu il y a plus de 210 millions d'années, car on trouve des sédiments datés de cette époque à l'ouest de l'impact, alors qu'il n'y en a pas dans les brèches qu'il a pu observer.

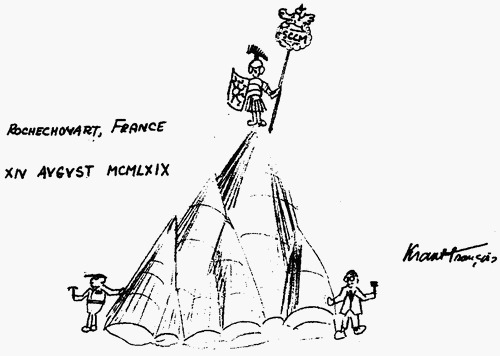
Découverte des shatter cones, dessin de François Kraut
(à gauche B. M. French, à droite F. Kraut).

Le 8 août 1969, les géologues américains arrivent en France, et après six jours d'exploration, l'équipe découvre des cônes de percussion à proximité du village de Fontceverrane. L'instant est immortalisé par François Kraut avec le dessin à droite. Les conditions de la découverte des cônes de percussion (shatter cones) sont racontées ci-dessous par Becky Fredriksson.
« We had been with him (François Kraut) previously in France at Rochechouart, etc. looking for rocks with shatter cones, a most educational field trip and gastronomic as well. (…) At the end of our trip looking for shatter cones we were very discouraged, but made one more stop. And, voila! Francois was standing alongside a wall, when we all turned and immediately saw the shatter cones in the wall! So we had been looking at country rocks instead of houses and fences! We all had a good laugh. »
« Nous étions allés avec lui (François Kraut) en France à Rochechouart, etc. à la recherche de cônes de percussion, un voyage des plus éducatifs autant que gastronomique. (…) Nous étions très découragés à la fin de notre voyage en quête de cônes de percussion, mais avons fait un dernier arrêt. Et voilà ! François se tenait le long d'un mur quand nous nous sommes tous tournés, et nous avons immédiatement vu des cônes dans le mur ! Ainsi, nous avions cherché dans les roches du pays au lieu de regarder les pierres des murs et des murets ! Nous avons tous bien ri. »

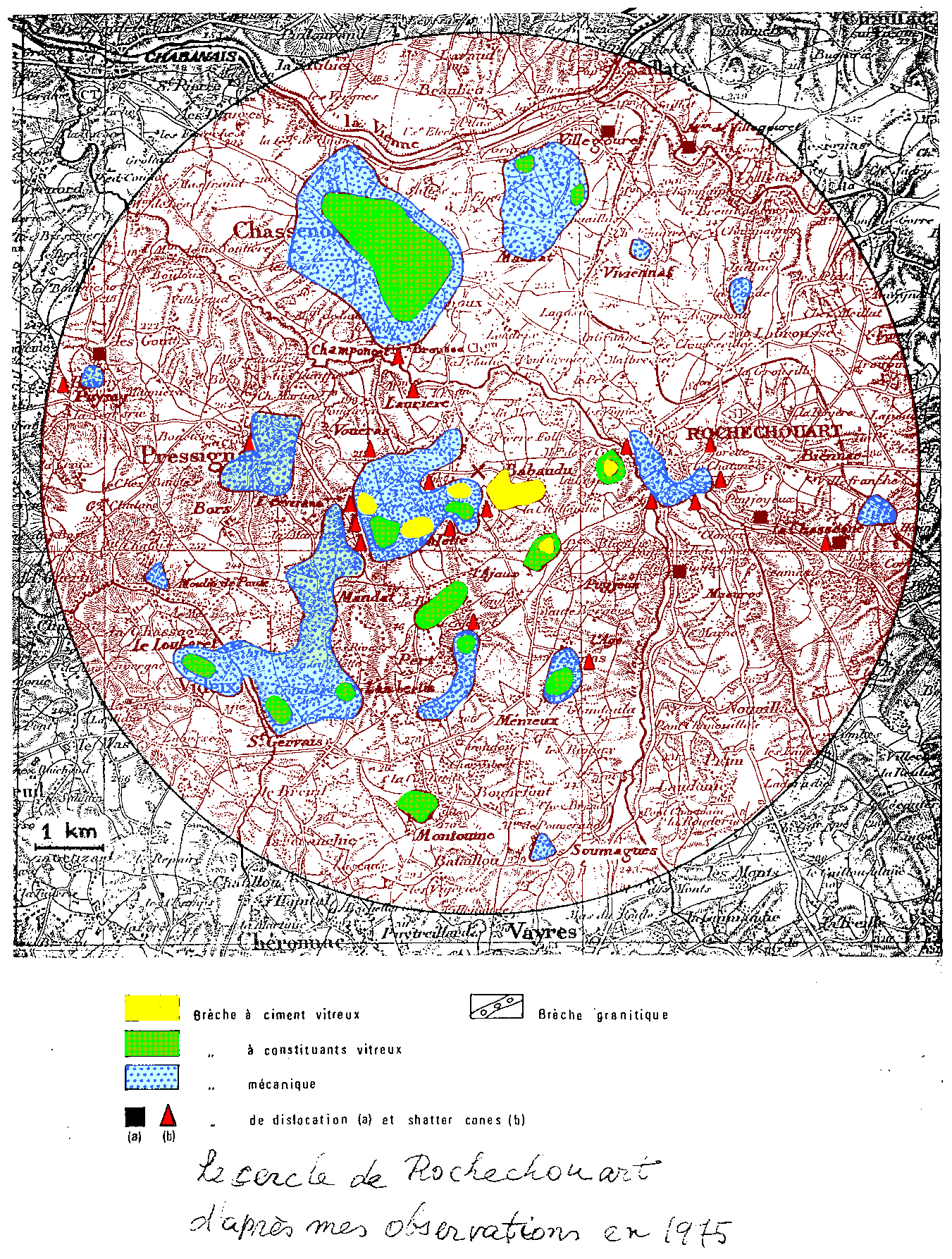
Carte de l'astroblème relevée par François Kraut en 1975.

Avec cette découverte, les géologues ont enfin la certitude que l'origine des énigmatiques roches de la région est un impact météoritique. De la visite ressortent les conclusions suivantes :
- l'origine impactite est prouvée ;
- l'extension des brèches dans un diamètre d'environ 10 kilomètres permet d'établir un diamètre de 15 à 20 kilomètres pour le cratère[n 7] ;
- l'empilement des diverses brèches correspond bien avec celles d'autres cratères mieux préservés.

En 1969, François Kraut communique à deux reprises dans les comptes rendus hebdomadaires des séances de l'Académie des sciences, à Paris, sur les brèches de Rochechouart-Chassenon, puis sur les cônes de percussion,. Il fait enfin officiellement état de l'existence du cratère d'impact dans la revue de la société Geologica Bavarica en Allemagne. Cette publication mettait un terme au mystère qui entourait l'origine de ces roches qui durait depuis leur première analyse à la fin du XVIIIe siècle.
Les recherches ne s'arrêtent pas pour autant et en mai 1970, François Kraut et Kurt Fredriksson découvrent de nouveaux gisements de cônes de percussion dans la carrière de Champonger et en août à nouveau au voisinage de Fontceverrane. Les 27-30 octobre 1970 lors de la 33e réunion de la Meteoritical Society à Shenandoah (États-Unis), François Kraut et Bevan French présentent ensemble devant le monde scientifique leurs conclusions sur l'astroblème de Rochechouart-Chassenon.
La découverte de l'astroblème est ultérieurement confirmée en 1972 par E. Raguin, puis en 1974 par Philippe Lambert. Ce dernier détermine plus précisément l'emprise du cratère sur le terrain, mais cette emprise est contestée par François Kraut,.
En 1975, l'astroblème de Rochechouart-Chassenon est à l'honneur lors du 38e congrès annuel de la Meteoritical society qui se tient à Tours sous l'égide de Paul Pellas. Les 31 juillet et 1er août, 238 scientifiques originaires de 17 pays guidés par François Kraut explorent l'astroblème en quête de brèches.

## L'astroblème

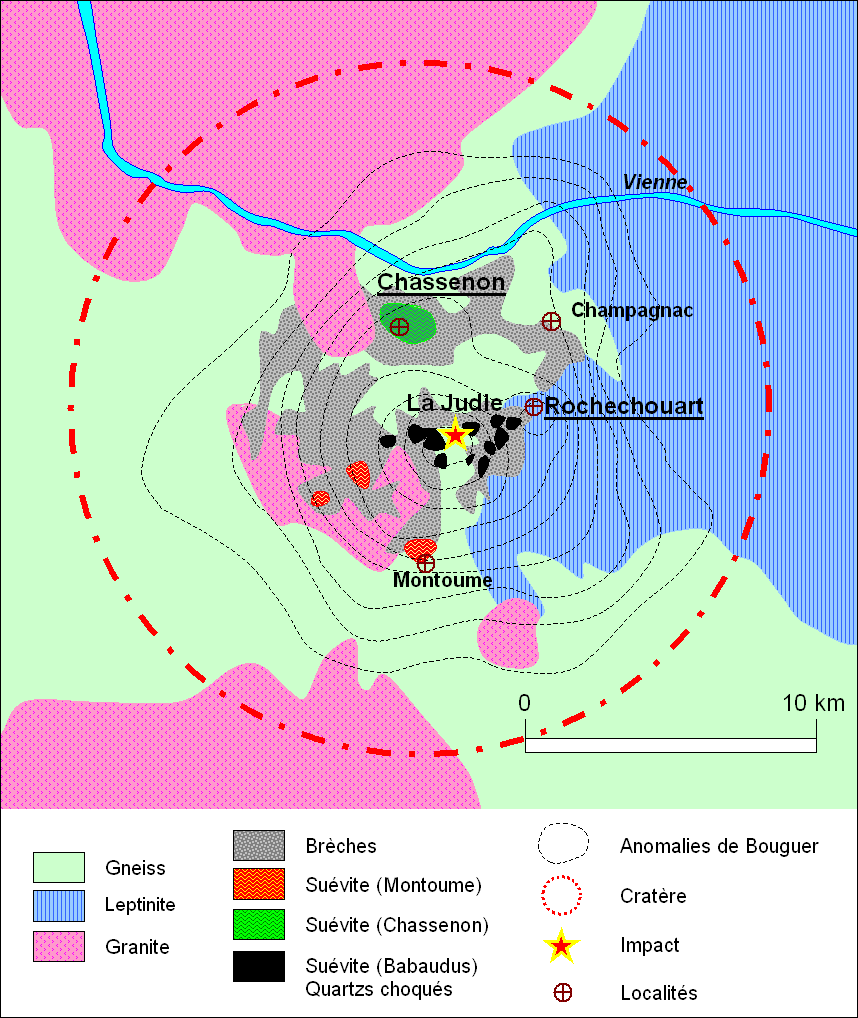
Carte de l'astroblème. Le cratère est centré sur le lieu-dit de la Judie, commune de Pressignac. L'emprise du cratère est indiquée en pointillés et les courbes de niveau indiquent les anomalies gravimétriques du sous-sol (dites anomalies de Bouguer : plus l'on se dirige vers le centre du cratère, plus la roche est fracturée et moins dense, et plus l'anomalie est importante).

Le cratère fait environ 19 à 23 kilomètres de diamètre (son diamètre et la profondeur de l'impact restent des sujets ouverts, comme expliqué plus bas).
L'énergie libérée par l'impact est phénoménale : elle est estimée à 14 millions de fois celle de la bombe d'Hiroshima, soit 1 000 fois celle des plus violents tremblements de terre jamais enregistrés ; 0,2 seconde après l'impact, la pression atteint plusieurs millions de kilobars et la température dépasse 10 000 °C au point d'impact.
L'onde de choc se propage initialement à la même vitesse que celle de la météorite lors de sa traversée de l'atmosphère, soit 20 à 50 km/s ; mais son énergie est très rapidement dissipée et ses effets diminuent tout aussi rapidement avec la profondeur. La phase d'éjection atteint son maximum en moins de deux secondes après l'impact ; en moins d'une minute, la plupart des débris sont retombés et remplissent le cratère.
Aucun fragment de la météorite ne subsiste : sous la violence de l'impact, elle est entièrement sublimée en très fines particules de fer, nickel et chrome qui retombent au fond du cratère. Les roches terrestres ont été complètement remodelées. Certaines ont été sublimées, d'autres désagrégées ou projetées à plus de 400 kilomètres de là, d'autres enfin, en sous-sol, ont été comprimées, fracturées ou choquées. L'ensemble s'est recombiné, refroidi, et a formé ce que les géologues appellent depuis le début du XIXe siècle les « brèches de Rochechouart ».
Ces brèches sont les seules reliques de l'évènement encore visibles en surface. Leur nature varie selon leur proximité du centre de l'impact.
Certaines sont constituées de roches vitrifiées dans lesquelles on trouve des inclusions gazeuses (près de Babaudus), leur apparence fait croire à une origine volcanique. Ce type de roche s'est formé à une température supérieure à 3 000 °C et à une pression de plus de 600 000 bars.
D'autres contiennent des fragments de la roche du socle cristallin de la région, liés entre eux par une sorte de ciment. Les fragments ont des tailles variées, de quelques millimètres à plusieurs mètres. Le ciment est dit « clastique », c'est-à-dire qu'il est composé de l'agglomération des poussières et des fins débris résultants de l'impact. La température et le temps ont lié ces éléments entre eux pour former une roche assez solide. De nombreuses habitations et monuments utilisent cette roche comme matériau de construction.
Entre ces deux extrêmes, on trouve toute une variété de roches dont la composition est riche en fer et en nickel, composants principaux du fer météorique. Les teneurs en ces métaux sont anormalement élevées par rapport à la composition du terrain sous-jacent, ceux-ci proviennent donc très probablement de la météorite elle-même.
Pour se rendre compte des dimensions du cratère, voici la liste des villes et villages qui se trouvent actuellement dans son emprise (centré sur la Judie, commune de Pressignac en Charente) :
- à moins de 5 km du centre du cratère : Pressignac (Charente), Chassenon (Charente), Rochechouart (Haute-Vienne) et Videix (Haute-Vienne) ;
- de 5 à 10 km du centre : Chabanais (Charente), Saillat-sur-Vienne (Haute-Vienne), Chéronnac (Haute-Vienne), Verneuil (Charente), Étagnac (Charente), Vayres (Haute-Vienne), Saint-Quentin-sur-Charente (Charente), et Chaillac-sur-Vienne (Haute-Vienne) ;
- de 10 km jusqu'au bord : Massignac (Charente), Exideuil-sur-Vienne (Charente), Lésignac-Durand (Charente), Suris (Charente), Les Salles-Lavauguyon (Haute-Vienne), Saint-Bazile (Haute-Vienne), Chabrac (Charente), Saint-Junien (Haute-Vienne), Mouzon (Charente) et Oradour-sur-Vayres (Haute-Vienne).

En 1999, l'INSEE recensait 26 661 personnes vivant dans le cratère.

### À quoi pouvait ressembler le cratère?

Simulation d'un impact équivalent à celui de Rochechouart (Gareth Collins, 1999).

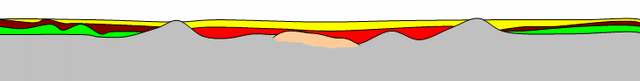
Astroblème de Ries (Allemagne).

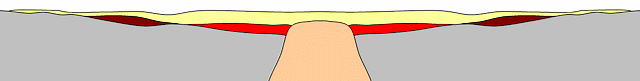
Boltysh (Ukraine).

Cela fait très longtemps que le cratère a disparu du relief, l'érosion ayant fait son œuvre depuis 200 Ma.

#### Son diamètre
L'érosion a quasiment effacé toutes les traces de l'événement. Il ne reste qu'une couche profonde tout au plus d'une centaine de mètres de brèches à partir de laquelle il est envisageable de se faire une idée de la taille du cratère par comparaison avec d'autres cratères mieux préservés. Officiellement, la Earth Impact Database attribue au cratère un diamètre de 23 kilomètres, mais de son propre avis, cette valeur doit être réévaluée. Le calcul est effectivement très incertain :
1. Philippe Lambert conclut à un diamètre de 20 à 25 km dans sa thèse de 1977 ;
2. les travaux de Collins[32], permettent d'estimer un diamètre de 17 à 19 km à partir de l'extension des cataclases relevées par Philippe Lambert ;
3. toujours d'après les relevés de Philippe Lambert et en considérant les travaux d'Anne Therriault[33] sur l'impact de Vredefort (Afrique du Sud) relativement à l'extension des quartz choqués, et des cônes de percussion, le diamètre serait compris entre 20 et 24 km.

#### Sa forme
Il est possible de se faire une idée de sa forme par analogie avec les cratères de Ries (Allemagne, Ø 24 km, âge 15 Ma) et de Boltysh (Ukraine, Ø 24 km, âge 65 Ma) qui sont assez bien préservés et similaires en taille à celui de Rochechouart-Chassenon.
Le premier, très récent puisqu'il n'a que 15 millions d'années, permet surtout de se faire une idée de la façon dont les éjectas et les tectites se sont dispersés. On en retrouve à plus de 450 kilomètres de Ries.
Le second, plus ancien a été formé dans un sous-sol quasiment identique à celui du Limousin : du gneiss et du granite. Il est maintenant enfoui sous des dépôts sédimentaires qui l'ont préservé de l'érosion. Les études sismologiques ont permis de bien comprendre son relief,.
Ces deux cratères présentent un pic central dont la genèse est illustrée par l'animation ci-dessus. Bien que la présence du pic soit fort probable, on ne sait pas encore si le cratère de Rochechouart en présente un.

### Les brèches
Sous le terme brèches se trouvent groupées les roches du socle terrestre qui ont été modifiées par la puissance de l'impact. Il ne s'agit donc pas de fragments de la météorite elle-même.
On distingue trois types de brèches.

#### Brèches polygéniques de retombées (allochtones)
Ces roches sont constituées d'un mélange plus ou moins hétérogène de fragments des roches du socle, liés entre eux par un ciment vitreux ou constitué de poussières compactées par la chaleur, la pression ou le temps.
La nature et la morphologie de ces brèches varient fortement en fonction de la distance au centre de l'impact, de l'empilement des couches de brèche et de la nature du sous-sol. En règle générale, plus on se rapproche du centre, plus les brèches présentent un fort taux de fusion. La galerie d'images ci-dessous montre divers échantillons de brèche polygénique de retombées.
| Brèches polygéniques    |                  |                     |
| Type de Babaudus        |                  |                     |
| jaune                   | rouge (à bulles) | rouge (sans bulles) |
|                         |                  |                     |
| Autres types avec verre |                  |                     |
| Valette                 | Montoume         | Chassenon           |
|                         |                  |                     |
| Autres types sans verre |                  |                     |
| Rochechouart            |                  |                     |
|                         |                  |                     |

- Les brèches de type Babaudus sont des brèches à très fort taux de fusion. Les fragments non fondus qu'elles contiennent parfois sont très petits et constitués des roches les moins fusibles (du quartz essentiellement). Leur matrice vitreuse contient souvent des vacuoles. Les brèches jaunes de Babaudus ne sont quasiment constituées que de verre. Ces brèches sont très riches en potasse[36] et contiennent 40 fois plus de nickel que les roches du socle dont elles sont issues. Ce nickel provient indubitablement de la météorite et l'enrichissement en potasse a probablement été causé par les phénomènes hydrothermaux qui ont suivi l'impact. On rencontre ces brèches dans la région de Babaudus, située au centre de l'impact. Les brèches de La Valette sont de ce type.
- Les brèches de type Chassenon (suévite verte) contiennent quelques matières vitreuses de coloration verte caractéristique. Les plus gros fragments qui sont inclus dans ces brèches mesurent quelques centimètres. On les retrouve au-dessus des brèches de type Rochechouart, ce qui permet de conclure qu'il s'agit des dernières retombées du panache de l'impact. Une carrière exploitait cette roche. Elles sont riches en oxyde de nickel qui leur donne la coloration verte[36].
- Les brèches de type Montoume (suévite rouge) sont localisées dans les collines de Montoume où quelques carrières exploitaient cette roche dure et colorée. Elles recouvrent directement le socle ou bien les brèches de Rochechouart et sont très riches en fragments de verre. La couleur rouge intense est due à une très forte teneur en fer probablement issu de la météorite. Ces brèches contiennent parfois des masses noirâtres d'oxyde de manganèse, élément lui aussi en provenance de la météorite à moins que ce ne soit un effet de l'hydrothermalisme qui a suivi l'impact. Montoume étant très excentré dans le cratère, la genèse de cette couche de brèches reste pour l'instant non élucidée[36].
- Les brèches de type Rochechouart sont localisées dans un rayon de 5 à 8 km autour du centre du cratère. Elles sont constituées de fragments de roche du socle de quelques millimètres à quelques mètres de diamètre, liés entre eux par un ciment clastique constitué de poussières compactées par la pression, la température et le temps. Elles ne contiennent pas (ou très peu) de matière vitreuse. Le piton rocheux près du château de Rochechouart est constitué de ces brèches. Leur apparence ressemble au béton. Elles constituent la majeure partie des brèches de l'impact et de très nombreux bâtiments de la région sont construits avec ces pierres (église et dallage de Rochechouart, thermes de Chassenon)[36].

#### Brèches monogéniques de dislocation (autochtones)
Ces brèches sont composées de roches du socle qui ont été peu, ou pas, déplacées, d'où leur terminologie autochtone[réf. souhaitée]. Les fragments sont reliés entre eux par un ciment constitué de la même roche fondue ou de poussière de cette même roche finement broyée.
Les cataclases (ou cataclasites) ainsi que les pseudotachylites font partie de cette famille de brèches.

#### Brèches hydrothermales
Les brèches hydrothermales ne sont pas la conséquence directe de l'impact. Comme les brèches précédentes mettent plusieurs milliers d'années à refroidir il se forme un système hydrothermal. L'eau infiltrée dans le sous-sol circule dans les roches chaudes, s'enrichit en leurs éléments minéraux qui se déposent ensuite dans les fissures par lesquelles l'eau passe.

### Le sous-sol
La surface a été recouverte des débris et des roches fondues, et le sous-sol n'a pas été épargné. L'onde de choc a provoqué quatre désordres majeurs : les quartz choqués, les cônes de percussion, les cataclases et les pseudotachylites.

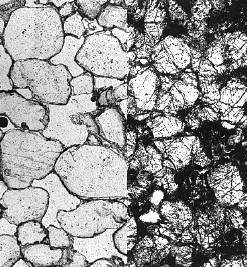
Cristaux de quartz non choqués à gauche, choqués à droite.

#### Quartz choqués
Sous un certain éclairage et à fort grossissement (×1000) les cristaux de quartz choqués présentent des stries que l'on ne retrouve pas dans la nature. Elles sont la conséquence de l'onde de choc associée à une variation extrême de pression et de température.
Les brèches polygéniques peuvent contenir des quartz choqués.
Seuls les impacts météoritiques et les explosions nucléaires fournissent assez d'énergie et dans un temps assez bref pour induire de tels défauts dans la structure du quartz.

#### Le cas du quartz de Saint-Paul-la-Roche
Le quartz de Saint-Paul-la-Roche (Dordogne) présente des clivages similaires aux stries des quartz choqués, mais l'échelle est millimétrique et non micrométrique. Des études, ont démontré que la genèse de ce type de quartz était purement tectonique et n'avait rien à voir avec un impact météoritique.
On a notamment découvert à Cassongue en Angola un autre filon de quartz clivé alors qu'aucun impact météoritique n'y a été décelé. La proximité du filon de Saint-Paul-la-Roche avec l'astroblème de Rochechouart-Chassenon est purement fortuite.
C'est toutefois en étudiant ce gisement en 1952 que François Kraut a repris ses recherches sur les brèches de Rochechouart qu'il avait déjà observées entre 1932 et 1937. Il est longtemps resté persuadé que l'origine de ce quartz particulier était liée à l'impact.

#### Cônes de percussion

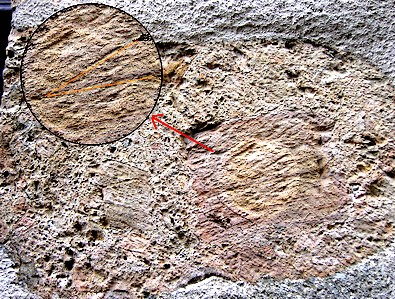
Cônes de percussion dans les moellons d'un mur à Rochechouart.

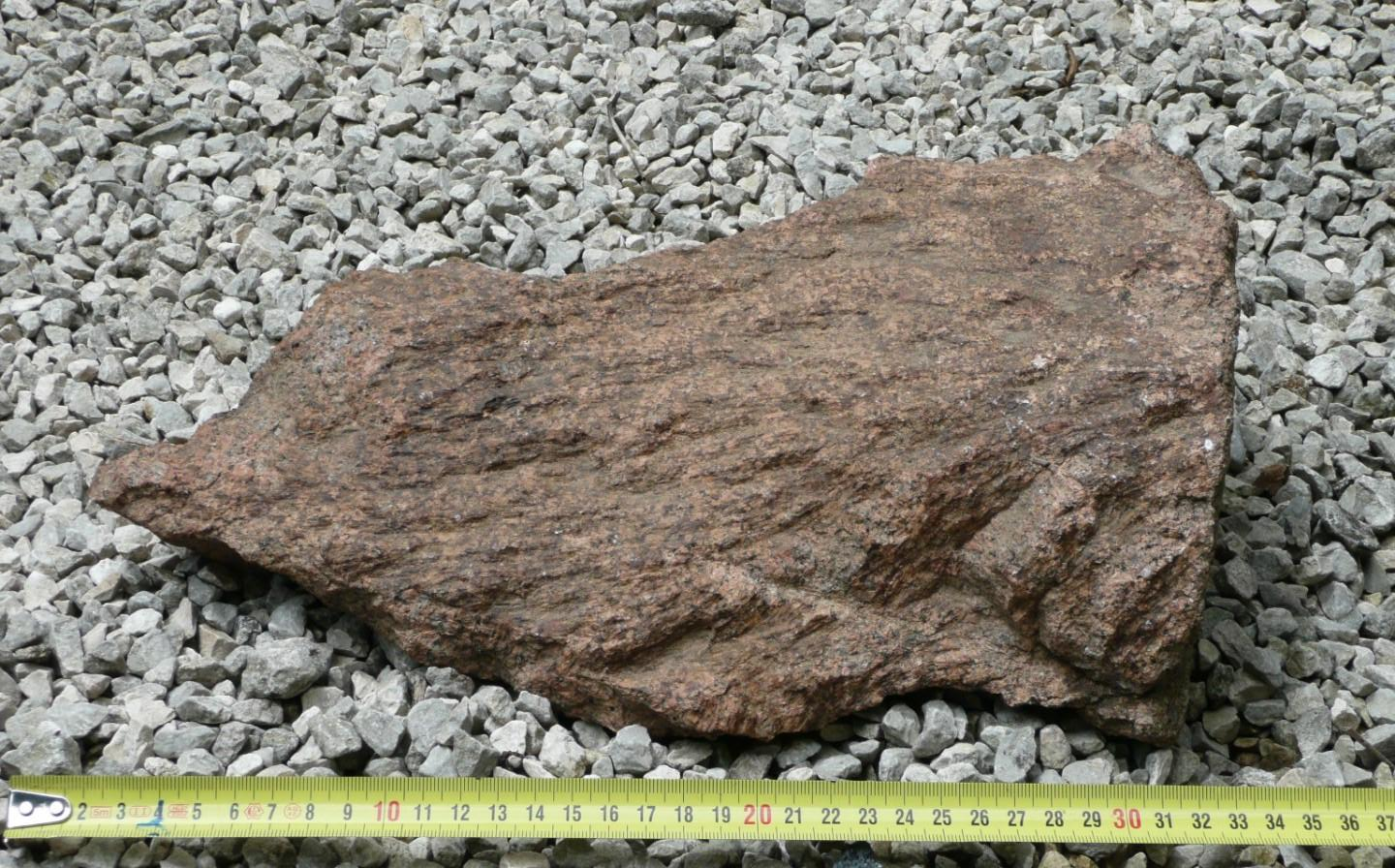
Cône de percussion dans le granite de Saint-Gervais, taille 30 cm.

Ils se forment à l'échelle centimétrique et décimétrique dans les roches compactes et homogènes du sous-sol profond. C'est l'onde de choc qui provoque ces défauts dans la roche. Les plus grands cônes de percussion font au moins 30 centimètres de long.
Les brèches polygéniques peuvent contenir des cônes de percussion générés par l'onde de choc de l'impact avant que la dislocation du socle ne les projette en l'air.
Là aussi, seuls les impacts météoritiques et les explosions nucléaires fournissent les conditions nécessaires à leur formation.

#### Cataclases
Elles traduisent l'effet du choc à une certaine distance de l'impact, dans les quelques kilomètres à l'extérieur du cratère d'impact. Le sol a tremblé et en surface la roche affleurante s'est fissurée. Les fissures se sont développées d'une façon bien particulière en réseau décamétrique. La même structure se remarque dans les couches profondes, secouées par l'impact mais pas au point de former des cônes de percussion ou des quartz choqués. On rencontre aussi ce type de fissures dans les zones sismiques et volcaniques. Les cataclases peuvent être classées dans la catégorie des brèches monogéniques de dislocation.

#### Pseudotachylites
Elles sont provoquées par la fusion des roches sous l'effet de la friction dans les failles générées par l'impact. La roche prend l'aspect d'une masse vitreuse le long de la faille. Les séismes et explosions volcaniques peuvent induire les mêmes désordres. Les pseudotachylites peuvent être classées dans la catégorie des brèches monogéniques de dislocation.
| Pseudotachylites              |            |
| Illustration des déplacements | Champagnac |
|                               |            |

## L'astéroïde

### Nature et composition
En 1976-1977, Janssens analyse la teneur en platine des brèches et conclut que la météorite était de type ferreux (IIA). En 1980, Horn et El Goresy optent pour une météorite chondritique en analysant des micro-sphérules piégées dans des fissures au point de l'impact, nature confirmée en 2000 par Shukolyukov et Lugmair sur la base de la teneur en chrome,.
En 1998, Schmidt, Palme et Kratz confirment les résultats initiaux de Janssens et concluent à une nature ferreuse magmatique de type IIA ou IIAB.
En 2003, Tagle et Stöffler affinent les hypothèses et concluent en une météorite de type « ferreuse non magmatique » (IIE). Cette conclusion est remise en question quatre ans plus tard.
En 2007, Koeberl, Shukolyukov et Lugmair reprennent les études sur la proportion des isotopes de chrome contenus dans les roches de la région. Leurs mesures permettent de classer l'impacteur dans la famille des chondrites ordinaires. Mais, la dégradation importante des roches par les phénomènes hydrothermaux et atmosphériques qu'elles ont subis depuis plus de 200 millions d'années leur interdit de déterminer avec plus de précision la nature de la météorite.
En 2009, Tagle associé à Schmitt et Erzinger revient sur son étude de 2003 et rejette les natures chondritiques et ferreuses magmatiques prônées par Janssens ou Koeberl. Il confirme la nature « ferreuse non magmatique », mais de type IA ou IIC (au lieu de IIE comme il l'avait conclu en 2003). Mais G. Schmidt s'oppose aux résultats de cette étude et réaffirme ses conclusions de 1997.
Les travaux de Horn et El Goresy ont permis de déterminer que la teneur (en masse) de la part métallique de la météorite était constituée de 73 % de fer, 17 % de chrome, 8 % de nickel et 2 % de cobalt. Si l'on considère que la densité de la roche météoritique sans ses métaux est de 2,80 (c'est la densité moyenne des roches anciennes sur Terre), on peut en déduire que la densité de la météorite de Rochechouart était de l'ordre de 3,35. Cette valeur est en accord avec les densités des fragments de chondrites que l'on trouve sur Terre (d = 3,40 ± 0,17).
Toutefois, si l'on considère les conclusions de Tagle, la densité de la météorite doit être réévaluée à plus de 5,50.
Dans les deux cas, la nature de cette météorite donne une idée de sa provenance : la ceinture d'astéroïdes, située entre Mars et Jupiter qui contient de nombreux astéroïdes dont la masse totale ne dépasse pas 10 % de la masse de Mars, mais dont les plus gros font quand même plus de 500 kilomètres de diamètre. Après avoir été décrochés de leur « salle d'attente » sous l'effet des mouvements de Jupiter, ils orbitent autour du Soleil et leur trajectoire peut croiser celle de la Terre. Leur vitesse d'impact est alors comprise entre 11 et 23 km/s.

### Taille

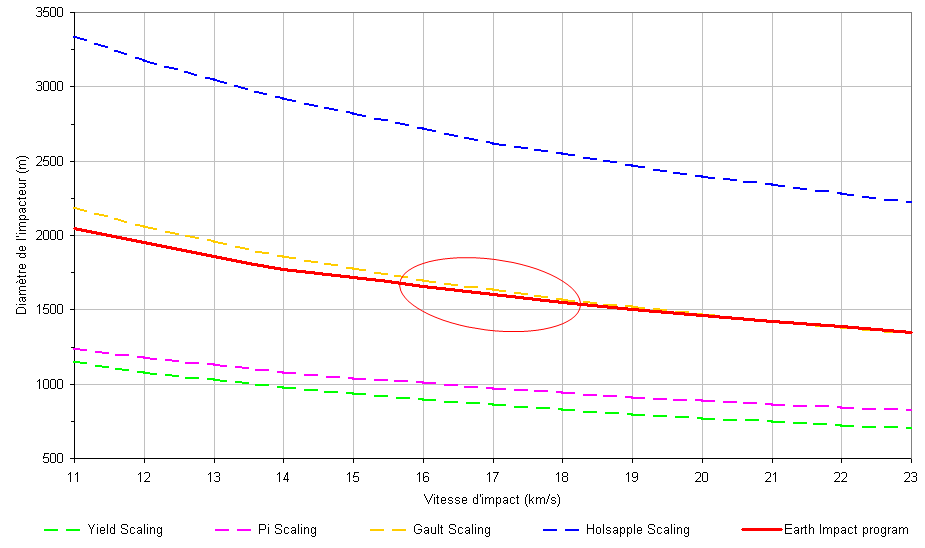
Comparaison des cinq théories.

La détermination de la taille de l'astéroïde à partir des traces laissées par son impact est très aléatoire. Elle dépend non seulement de ses propriétés (nature, densité, vitesse, angle d'impact), mais aussi des théories d'impact dont les résultats divergent fortement.
Au moment où ce paragraphe a été écrit[Quand ?], trois outils étaient disponibles pour estimer la taille des météorites qui mettent en application cinq théories différentes :
1. Earth Impact Effects Program[49]
(Collins, Melosh et Marcus, 2005)[50]. Elle est fondée sur les travaux de Holsapple et Schmidt (1982)[51], de Schmidt et Housen (1987)[52], et de Gault (1974)[53] ainsi que de nombreuses expériences nucléaires, explosives, et des essais en laboratoires ou par simulations. C'est la méthode de calcul la plus récente. Les formules sont détaillées dans la page Cratère d'impact.
2. Tekton Crater[54]
(Melosh et Bayer, 1989, 1997, 1999)[55], plus ancien, ce programme de calcul donne accès aux résultats de trois méthodes différentes :
  - Pi scaling
  - Yield scaling, estime la taille à partir de considérations de conservation d'énergie, elle donne la limite basse du diamètre
  - Gault scaling, d'après Gault (1974)[53]
3. The crater estimator : craters from explosives and impacts[56]
(Holsapple, Schmidt et Housen, 2003)[51],[52],[57], cette théorie donne la limite haute du diamètre de la météorite.

Pour les calculs, les données suivantes ont été retenues :
- nature de la météorite : monobloc ;
- densité : 3,35 ;
- vitesse : de 11 à 23 km/s ;
- angle d'impact : 45° ;
- terrain à l'impact : roche cristalline (granite, gneiss paradérivé et leptynites orthodérivées), densité moyenne de 2,75 ;
- diamètre du cratère final : 21 km[41].

À une vitesse d'impact moyenne de 17 km/s, le diamètre est compris entre 750 m et 2 600 m, les deux théories les plus récentes retournent environ 1 600 m. On peut donc raisonnablement conclure que la météorite faisait environ 1,5 kilomètre de diamètre.

## Les conséquences de l'impact
Le module de calcul Earth Impact Effects Program cité ci-dessus permet d'évaluer les effets dévastateurs de l'impact.
| Distance au centre de l'impact | Intensité de chaleur                                                       | Arrivée du séisme | Intensité du séisme (Échelle de Mercalli) | Arrivée des éjectas | Taille moyenne des éjectas | Épaisseur des retombées | Arrivée de l'onde de choc | Vitesse du coup de vent associé |
| ------------------------------ | -------------------------------------------------------------------------- | ----------------- | ----------------------------------------- | ------------------- | -------------------------- | ----------------------- | ------------------------- | ------------------------------- |
| 50 km                          | 650 fois le flux solaire (combustion spontanée de tout ce qui peut brûler) | 10 s              | 10-11 (tout est détruit)                  | 1 min 30 s          | 85 cm                      | 3,2 m                   | 2 min 30 s                | 2 750 km/h (Mach 2,5)           |
| 100 km                         | 156 fois le flux solaire (brûlures extrêmes)                               | 20 s              | 7-8                                       | 2 min 30 s          | 13,4 cm                    | 40 cm                   | 5 min                     | 1 100 km/h (Mach 1)             |
| 200 km                         | 33 fois le flux solaire (brûlures 3e degré)                                | 40 s              | 7-8                                       | 3 min 30 s          | 2,1 cm                     | 5 cm                    | 10 min                    | 385 km/h (flore dévastée)       |
| 300 km                         | 10 fois le flux solaire (brûlures 2e degré)                                | 1 min             | 6-7                                       | 4 min 15 s          | < 1 cm                     | 1,5 cm                  | 15 min                    | 200 km/h                        |
| 400 km                         | 2 fois le flux solaire (pas de brûlure)                                    | 1 min 20 s        | 6-7                                       | 5 min               | < 0,5 cm                   | < 1 cm                  | 20 min                    | 110 km/h                        |
| 500 km                         | aucun effet                                                                | 1 min 40 s        | 4-5                                       | 5 min 30 s          | < 2 mm                     | < 5 mm                  | 25 min                    | 90 km/h                         |
| 1 000 km                       | aucun effet                                                                | 3 min 20 s        | 1-2 (à peine perceptible)                 | 8 min 20 s          | < 1 mm                     | < 1 mm                  | 50 min                    | 35 km/h                         |
| aux antipodes                  | -                                                                          | 42 min            | Non ressenti (sauf sismographe)           | -                   | -                          | -                       | -                         | -                               |

Toute vie a été anéantie en moins de cinq minutes à cent kilomètres à la ronde. La faune et la flore ont été très fortement affectées au-delà et jusqu'à trois cents kilomètres de l'impact.[réf. nécessaire] Mais les effets sont restés globalement locaux et l'on ne peut pas dire que l'impact ait eu une répercussion planétaire sur l'évolution de la vie. En particulier, il n'est pas la cause de la grande crise d'extinction qui a frappé les espèces vivantes à la fin du Trias.

## Datation de l'impact

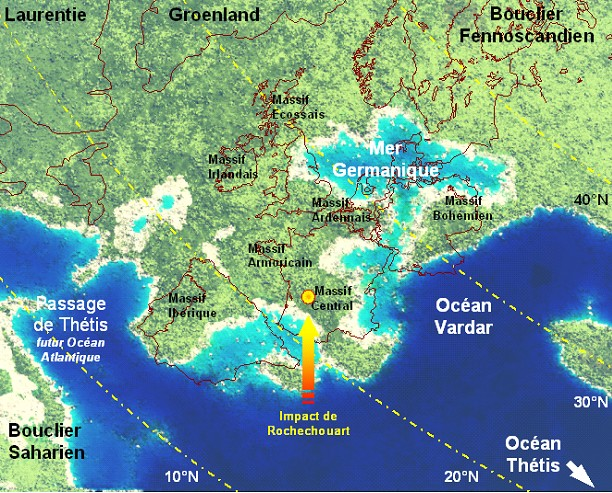
Carte de l'Europe au Norien (220 Ma).

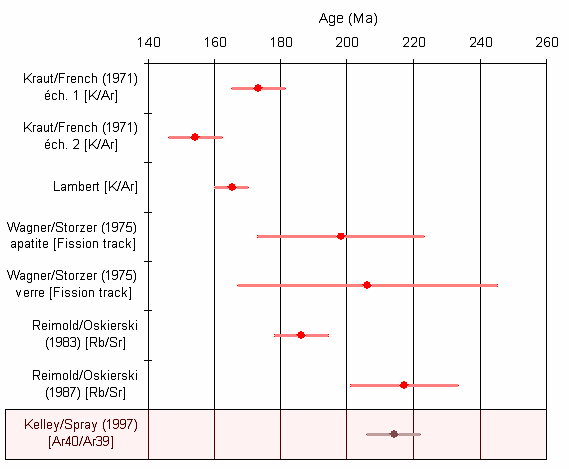
Évolution des datations.

En 1971, Kraut et Hartung estiment un âge compris entre 146 et 181 millions d'années avec une méthode de datation potassium-argon (K-Ar). La même année, Pohl et Stöffler analysent le paléomagnétisme et indiquent un âge situé à la fin du Trias (c'est-à-dire plus de 200 millions d'années). Lambert en 1974 utilise à nouveau la méthode K-Ar et arrive à 165 ± 5 millions d'années. L'année suivante, Wagner et Storzer analysent les traces de fission et datent l'impact entre 173 et 245 millions d'années. En 1987, Reimold et Oskiersky calculent un âge de 186 ± 8 millions d'années avec la méthode Rb-Sr. En 1997, Spray et Kelley utilisent la méthode 40Ar/39Ar et datent l'âge à 214 ± 8 millions d'années.
Cette dernière méthode de datation, réputée la plus fiable, semblait faire consensus dans la communauté scientifique. Elle situe l'impact dans la partie supérieure du Trias, plus particulièrement au sein de l'étage Norien dont l'âge se situe entre ≃ 227 et 208,5 millions d'années.
À cette époque, le climat était chaud. La température moyenne sur Terre était alors de 22 °C alors qu'elle n'est que de 13 °C aujourd'hui. La France se trouvait en partie immergée dans l'océan Téthys. Les Alpes et les Pyrénées n'existaient pas encore et ces dernières notamment, étaient le siège d'une intense activité volcanique. La faune de l'époque était constituée des ancêtres des dinosaures dont l'avènement devait arriver au Jurassique.
L'océan Atlantique commençait tout juste à s'ouvrir. Le Limousin se trouvait hors d'eau et l'impact a eu lieu dans une région située en bordure de la côte. Selon la date précise à laquelle la météorite est tombée, la région de Rochechouart se trouvait dans l'eau ou sur terre… mais il semble que l'impact a eu lieu sur terre car aucun débris marin ou sédimentaire n'a pu – à ce jour – être trouvé dans les brèches.
Toutefois cette datation est remise en question en 2009, avec des nouvelles mesures effectuées à l'Université de Stuttgart sur des échantillons de cristaux de sanidine et d'adulaire (aussi appelée pierre de lune) prélevés dans des fragments de gneiss impactés dans la région de Videix. Les cristaux de sanidine ont été formés lors de la recristallisation du feldspath après l'impact et ceux d'adulaire par les phénomènes hydrothermaux qui ont suivi.
Une datation à l'argon a ensuite été effectuée en 2010 à l'Université de Heidelberg par M. Schmieder et al. qui datent les échantillons de sanidine à 201,4 ± 2,4 Ma et d'adulaire à 200,5 ± 2,2 Ma. Ces deux mesures placent l'impact juste sur la transition Trias-Jurassique. Cette date permettrait de justifier les énigmatiques tsunamites, des roches sédimentaires consécutives à un tsunami, datées de la fin du Trias et que l'on trouve sur les îles anglo-normandes,.
En 2017, B. Cohen et al. réalisent une datation par spectrométrie de masse 40Ar/39Ar de haute précision et obtiennent un résultat de 206,9 ± 0,3 millions d'années, soit environ 5,6 Ma (millions d'années) avant la limite entre le Trias et le Jurassique. Cette datation remet en cause les conclusions de l'étude 40Ar/39Ar précédente de M. Schmieder et al. qui considéraient que la chute de cet astéroïde était contemporaine de l'extinction massive du Trias-Jurassique.

## Problèmes non résolus et nouvelles études

### Une météorite fragmentée
Selon P. Lambert en 1982,, l'astroblème de Rochechouart-Chassenon a une forme atypique. Il remarque que :
- le cratère est très plat, les variations d'altitude étant de l'ordre de ±50 mètres ;
- il n'y a pas de pic central notable, contrairement à ce que l'on observe à Ries et Boltysh ;
- les couches de brèches diverses ne se recouvrent pas forcément selon l'empilement prévu par les théories ;
- on retrouve plusieurs zones ayant subi des efforts extrêmes, elles sont parfois éloignées les unes des autres et entourées de zones d'efforts moindres.

On peut ajouter que :
- à Babaudus, Chassenon, et Montoume, par exemple, les brèches contiennent des teneurs en métaux radicalement différentes[62].

Ces indices militent en faveur de l'impact de plusieurs blocs de natures et tailles diverses tombant les uns à côté des autres, les cratères des uns recouvrant ceux des autres. Les études de Schultz et Gault en 1983 et 1985,  montrent qu'un impact simultané d'objets dispersés provoque un cratère bien plus aplani que l'impact de la même masse en un seul bloc.
De plus, l'observation et l'analyse récente des astéroïdes qui se trouvent dans la ceinture d'astéroïdes entre Mars et Jupiter montre qu'effectivement la plupart des astéroïdes de plus de 400 à 500 mètres de diamètre sont constitués d'une agglomération de blocs de tailles et de natures variées, fruits des chocs entre eux depuis près de 4,55 milliards d'années, âge du système solaire. Selon les travaux de Bottke et Durda en 2005, un astéroïde de la taille de celui de Rochechouart-Chassenon aurait subi une collision avec un astéroïde de 500 mètres ou plus tous les 200 millions d'années, soit au minimum une vingtaine de collisions depuis la formation du système solaire, ce qui renforce encore l'hypothèse d'une météorite hétérogène.

### La catena Rochechouart-Manicouagan-Saint-Martin
Après avoir daté l'impact de Rochechouart-Chassenon à 214 millions d'années, Spray, Kelley et Rowley ont remarqué que d'autres impacts avaient eu lieu à la même époque (aux intervalles d'erreur près) :
- Réservoir Manicouagan, Canada (214 ± 1 Ma, Ø 100 km)
- Rochechouart-Chassenon (214 ± 8 Ma, Ø 22 km)
- Saint-Martin, Canada (219 ± 32 Ma, Ø 40 km)

En reportant ces impacts sur une carte représentant le globe terrestre à cette époque, ils ont constaté qu'ils se trouvaient alignés sur la même paléolatitude de 22° 8′ dans l'hémisphère nord.
Ils pourraient avoir été formés en même temps par la chute d'un ensemble d'astéroïdes, dont les blocs seraient tombés les uns derrière les autres en formant une chaîne, ou une catena, un peu comme les fragments de la comète Shoemaker-Levy 9 sur Jupiter en juillet 1994[réf. souhaitée].
En 2006, Carporzen et Gilder effectuent une comparaison de la localisation du pôle Nord géomagnétique au moment des impacts de Manicouagan et de Rochechouart. Aux intervalles d'erreur près, les deux pôles sont superposés, ce qui renforce l'hypothèse de la simultanéité de ces deux impacts.
D'autres cratères seraient peut-être liés à cette catena :
- Red-Wing (en), É.-U. (200 ± 25 Ma, Ø 9 km)
- Obolon, Ukraine (215 ± 25 Ma, Ø 15 km)
- Puchezh-Katunki, Tadjikistan (220 ± 10 Ma, Ø 80 km)
- Koursk (en), Russie (250 ± 80 Ma, Ø 6 km)
- Wells-Creek (en), É.-U. (200 ± 100 Ma, Ø 14 km)

Toutefois, l'incertitude sur la datation des trois derniers listés permet de douter de leur participation dans la catena. L'hypothèse même de la catena Rochechouart-Manicouagan-Saint-Martin est désormais écartée par la dernière datation de l'impact qui écarte la simultanéité des évènements. L'impact de Rochechouart-Chassenon ne faisait très probablement pas partie de la catena.

### Nouvelles études
La structure de Rochechouart-Chassenon est peu étudiée et ses richesses peu exploitées comparativement à d'autres structures d'impact dans le monde. Les brèches constituant les seules traces en surface, des forages sont nécessaires pour comprendre les transformations minéralogiques et chimiques des roches en profondeur[réf. souhaitée].
Le Centre international de la recherche sur les impacts et sur Rochechouart (CIRIR) a été créé en 2016. La première campagne de forages scientifiques a débuté le 5 septembre 2017 à Rochechouart. Plusieurs forages, jusqu'à une profondeur de 150 m, doivent être réalisés pendant deux à trois mois sur huit sites de la réserve. Une soixantaine de chercheurs d'une douzaine de nationalités est associée au CIRIR pour l'exploitation des données. L'enjeu est d'instituer le site de l'astroblème comme un laboratoire naturel au bénéfice de la recherche nationale et internationale.

## Les traces visibles sur le terrain
Comme expliqué plus haut, l'érosion a gommé toute trace du cratère : les seuls témoins de l'événement sont les roches perturbées par l'impact. Ces roches ont servi de matériau de construction pour les thermes de Chassenon ainsi que pour les habitations et monuments de la région, comme à Rochechouart le château et l'église Saint-Sauveur ou encore l'église de Pressignac[réf. nécessaire].

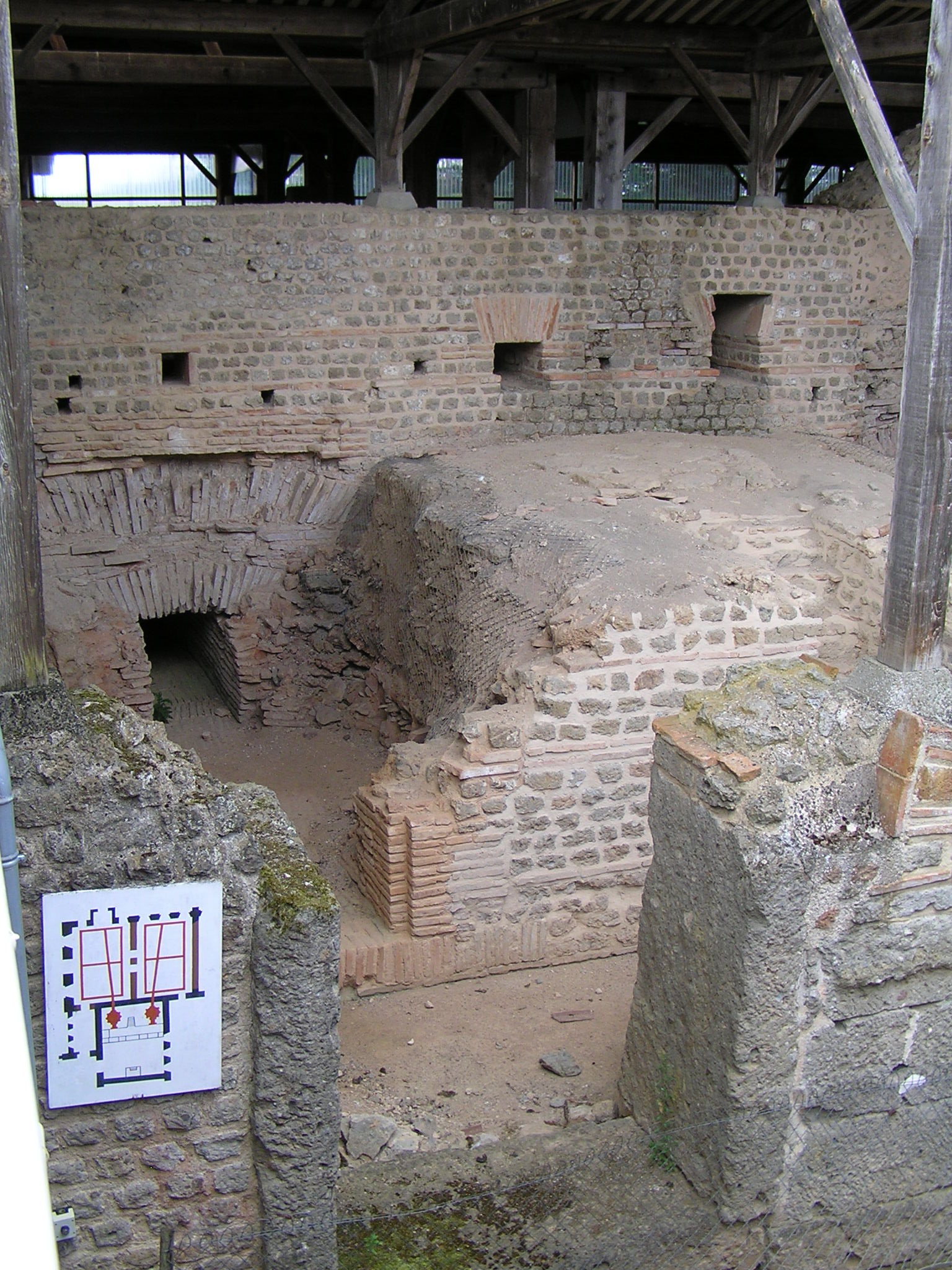
Thermes de Cassinomagus.
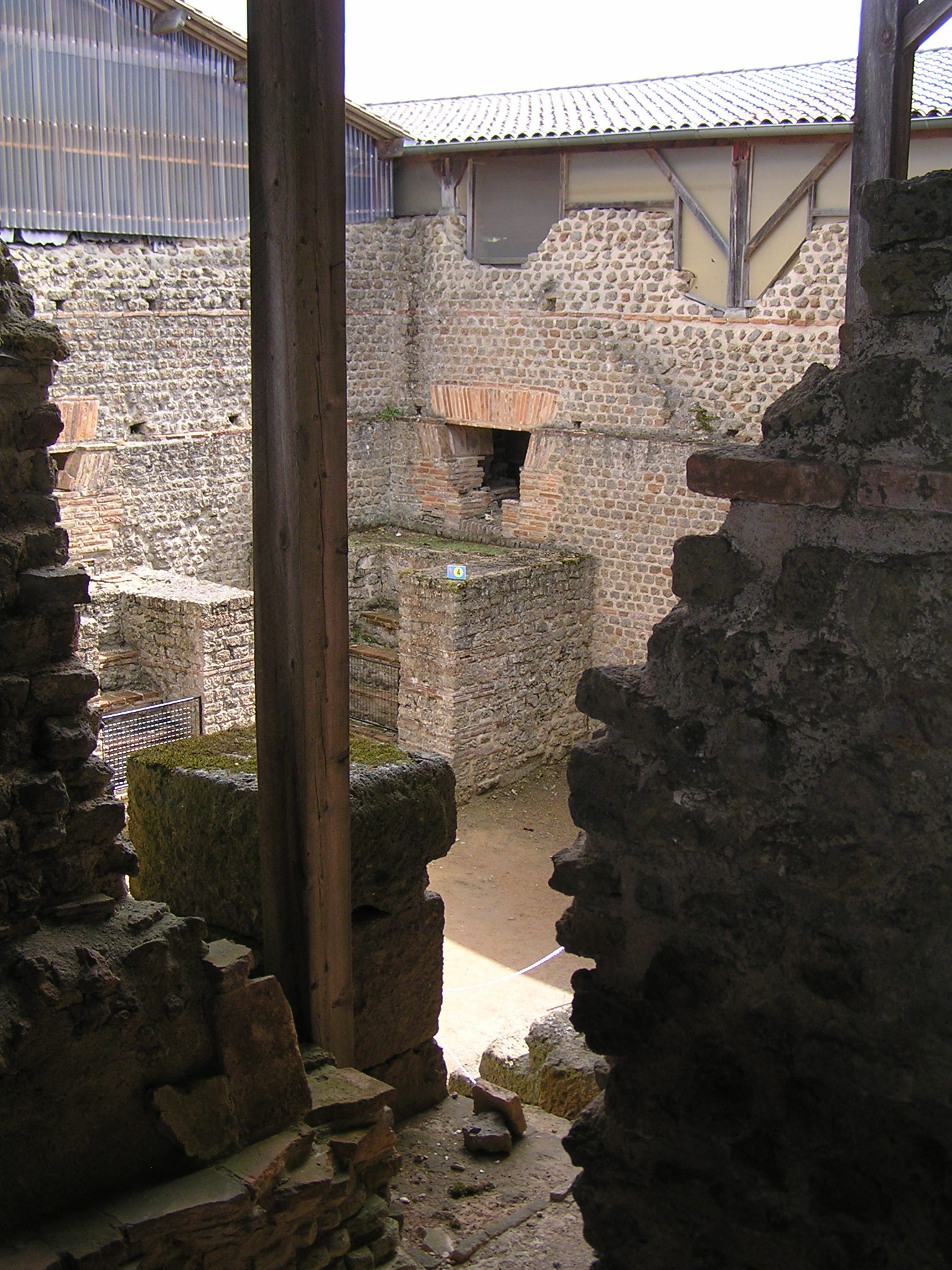
Thermes de Cassinomagus.
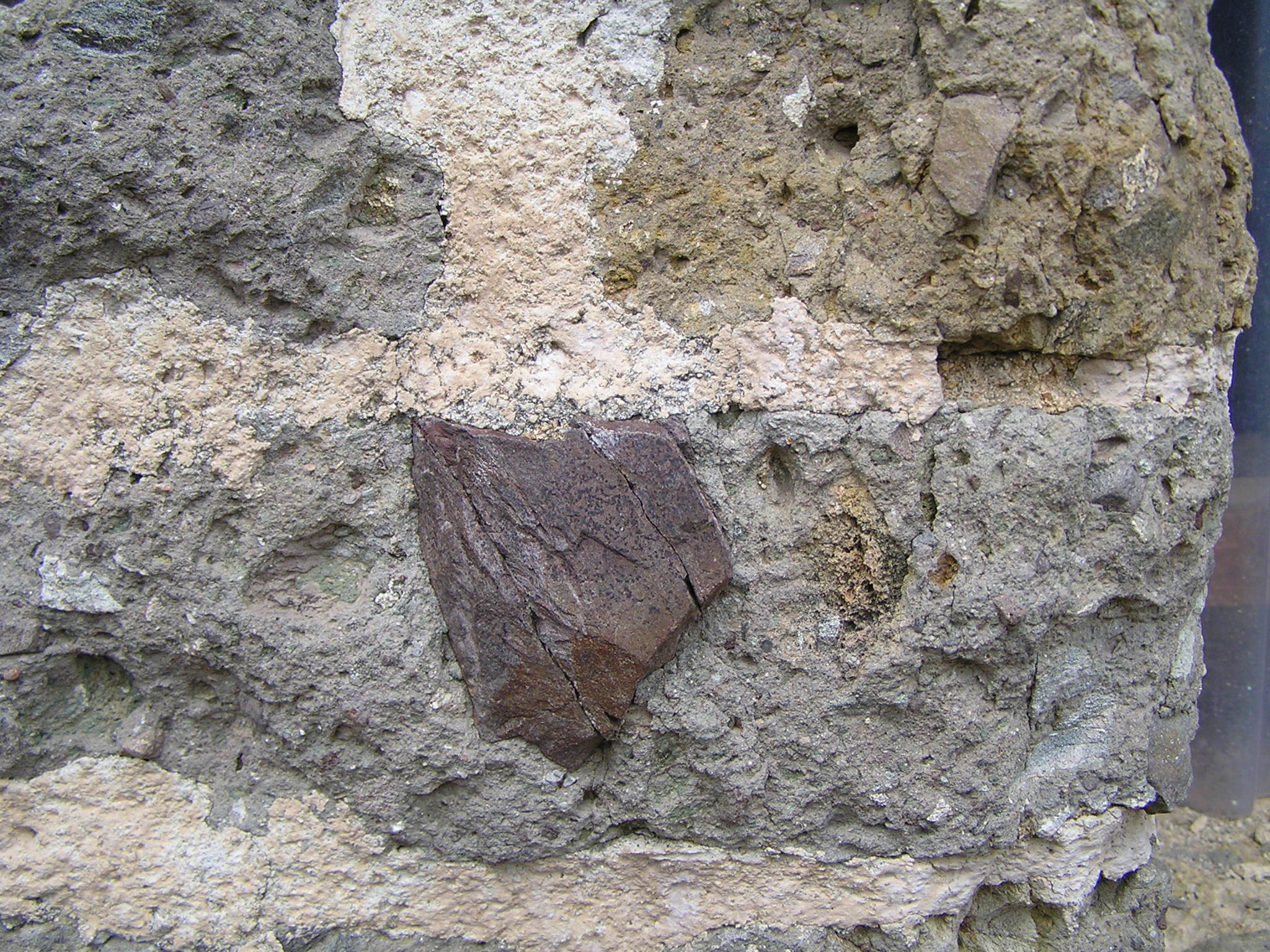
Moellon des thermes.
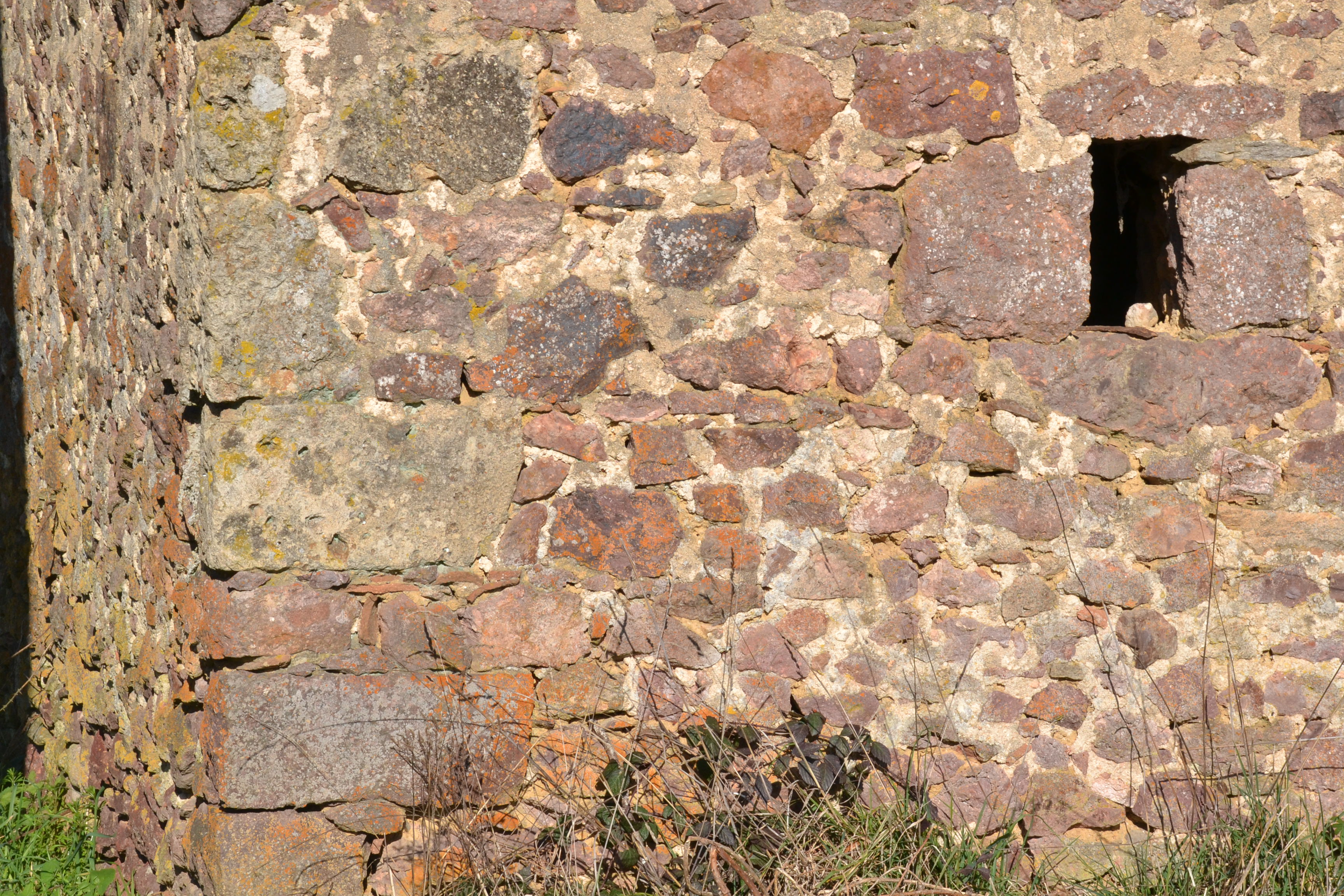
Bâtisse à Chéronnac.
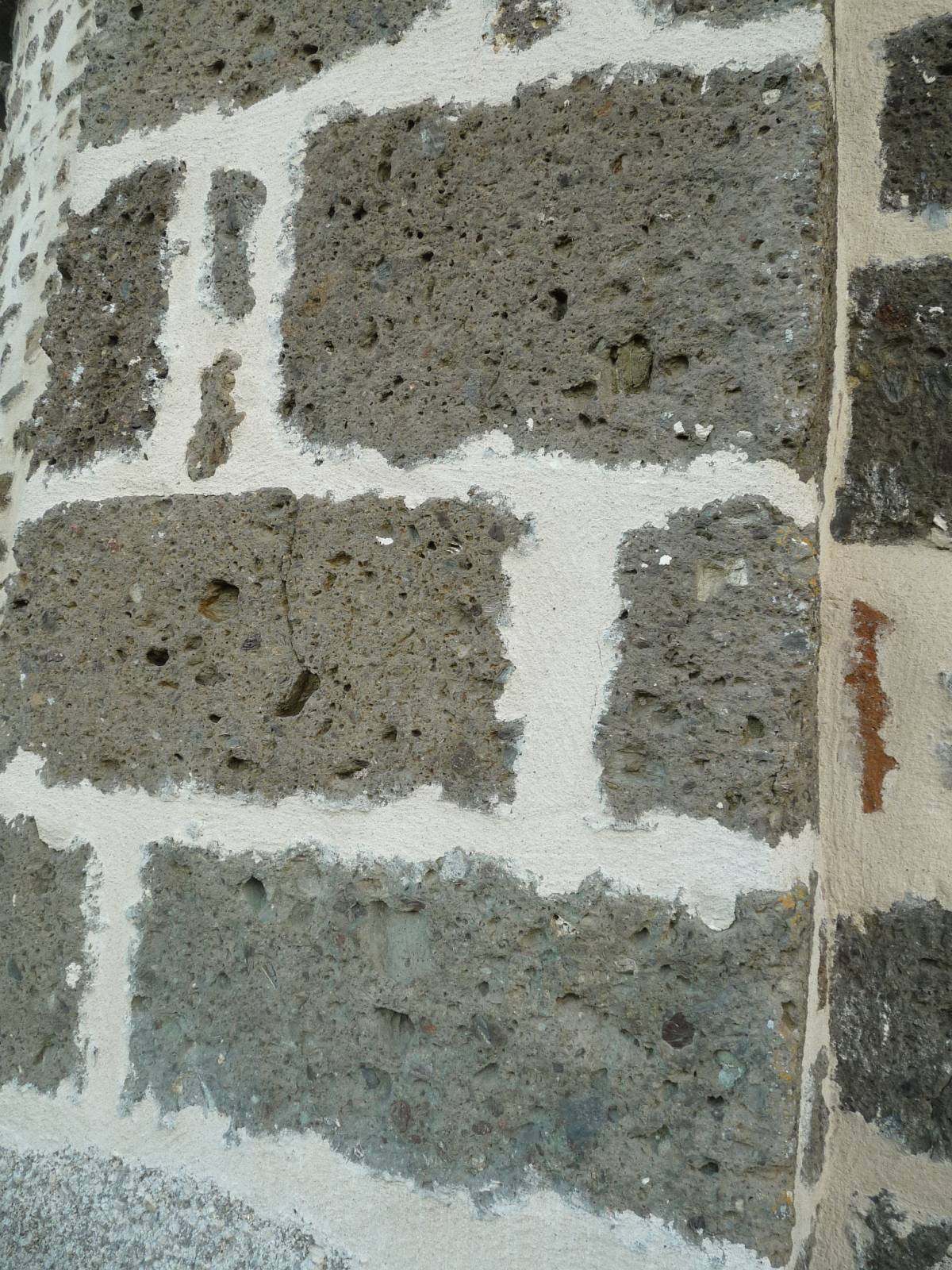
Église de Chassenon.

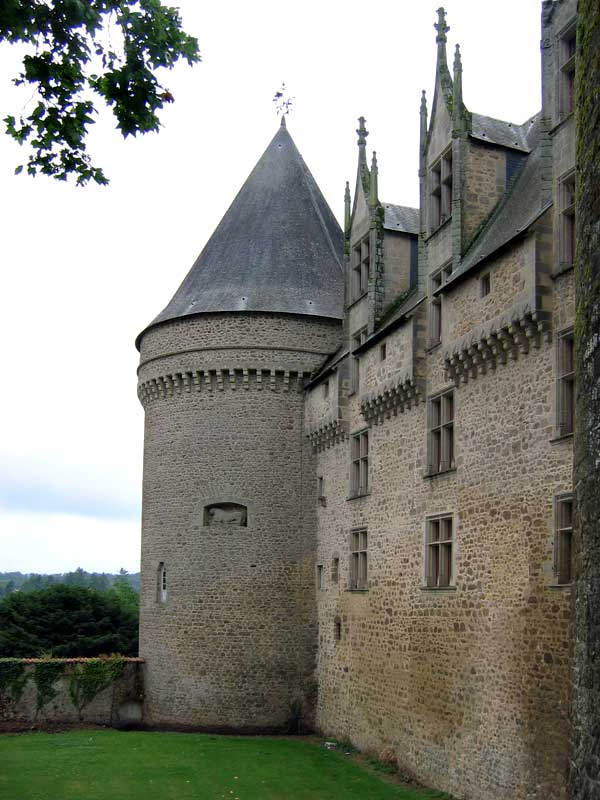
Château de Rochechouart.
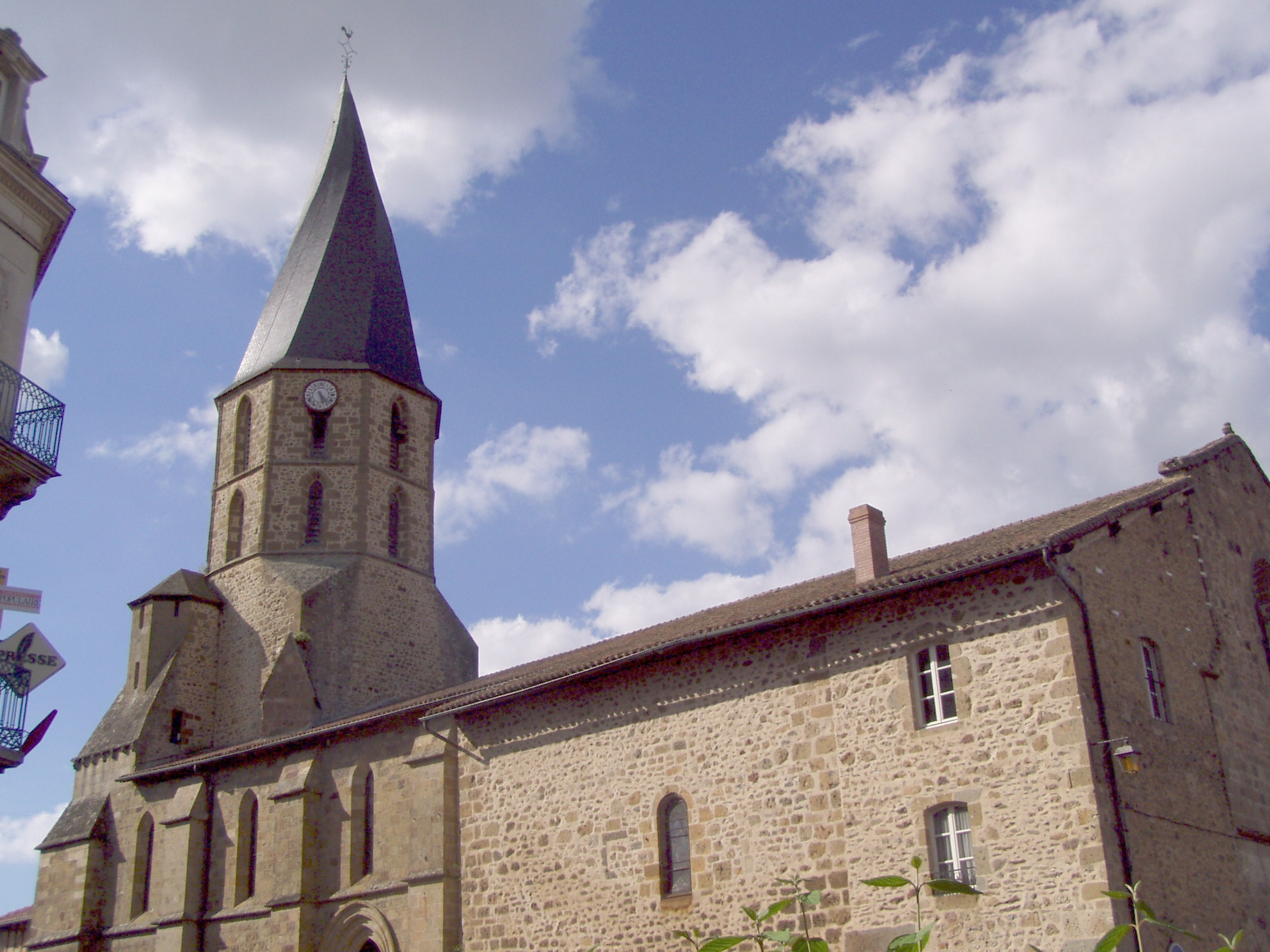
Église Saint-Sauveur à Rochechouart.
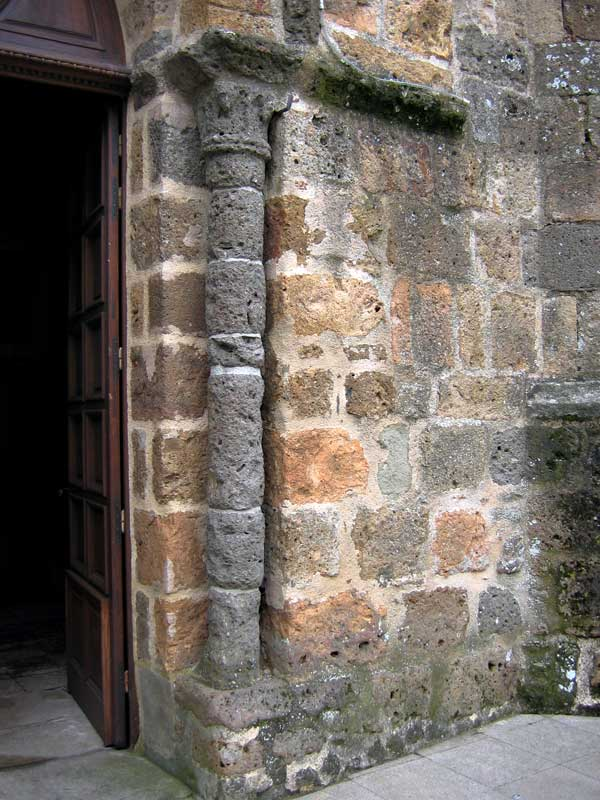
Colonne de l'église Saint-Sauveur.
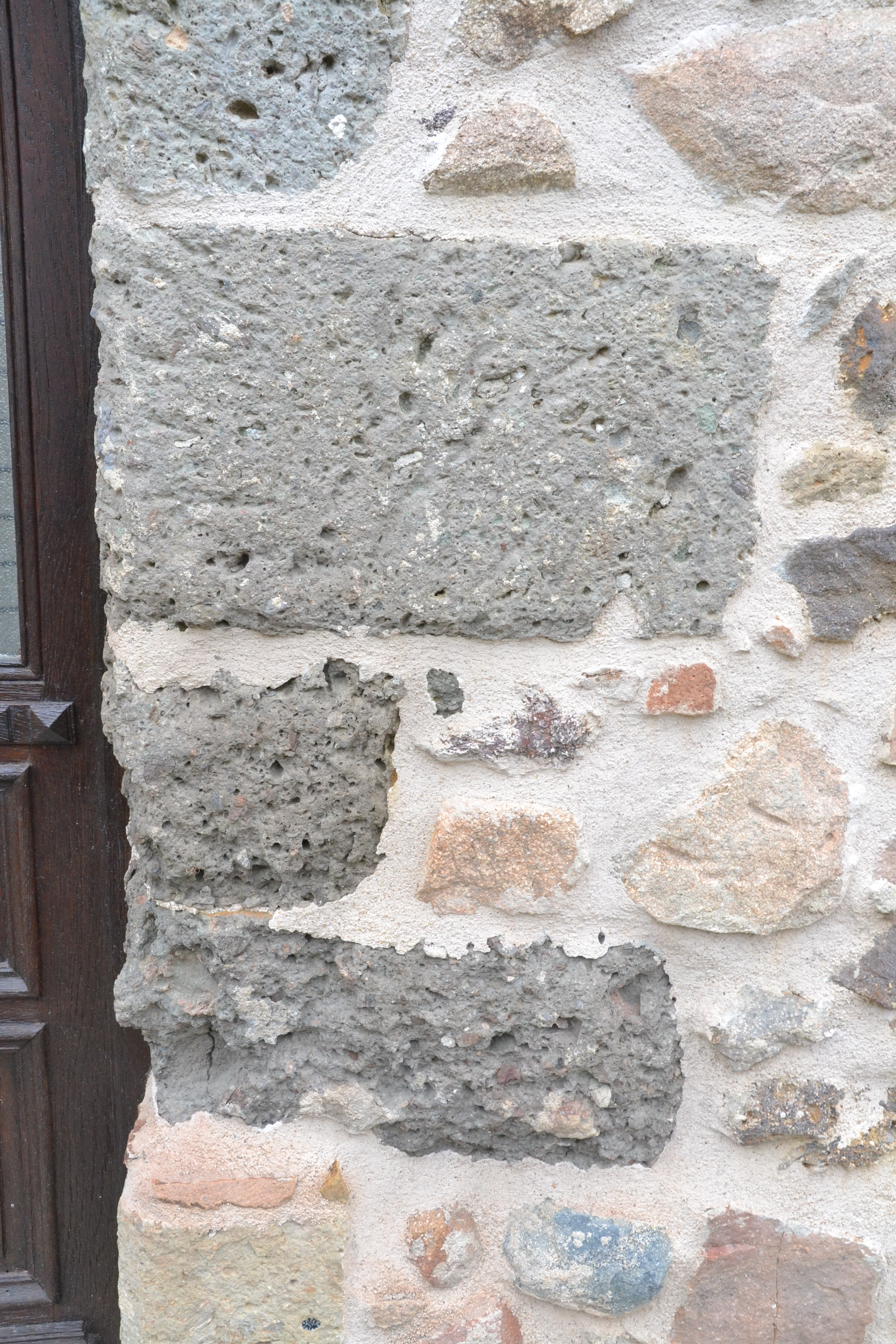
Maison particulière à Grenord.
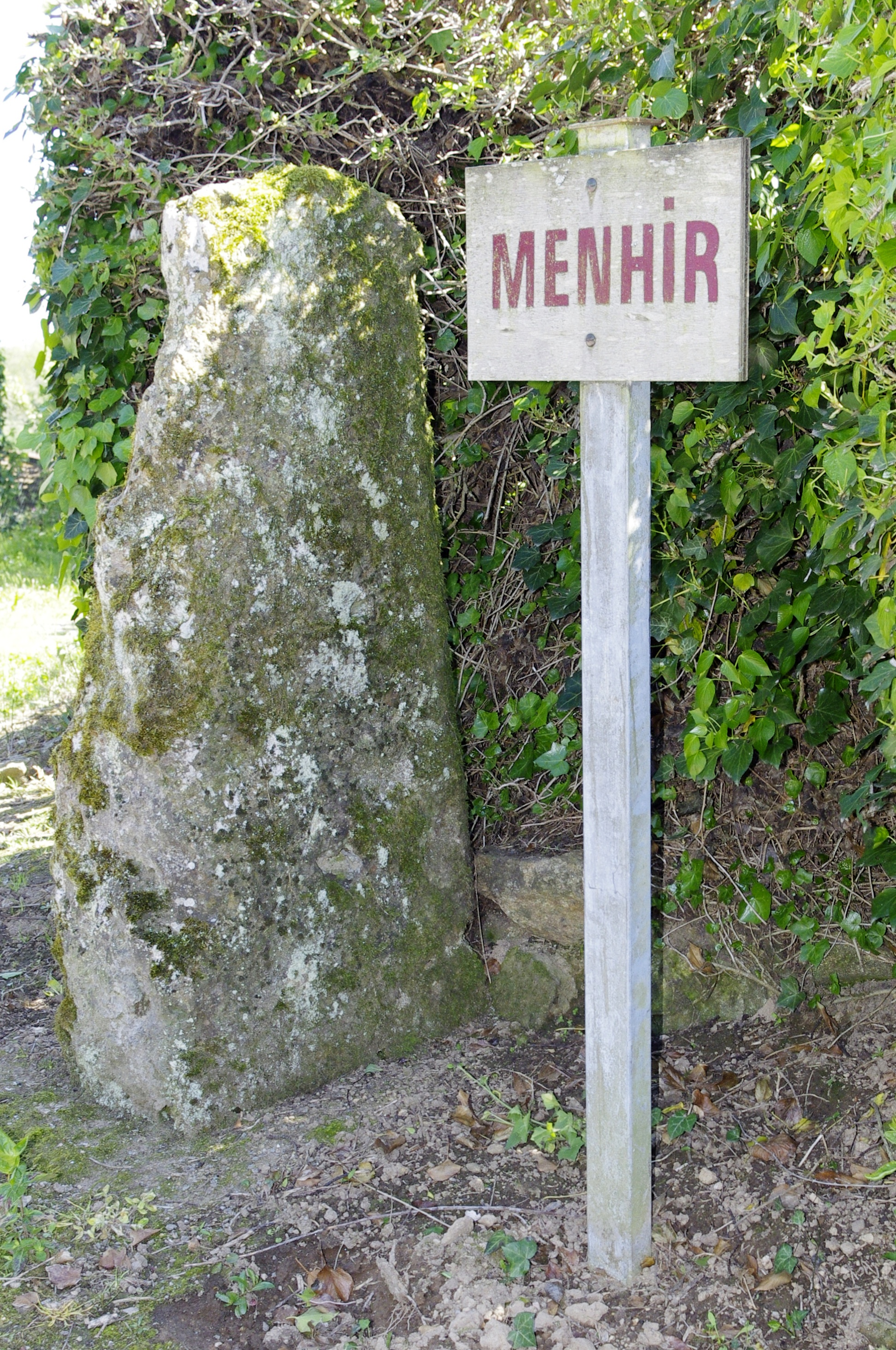
Menhir, Les Salles-Lavauguyon.

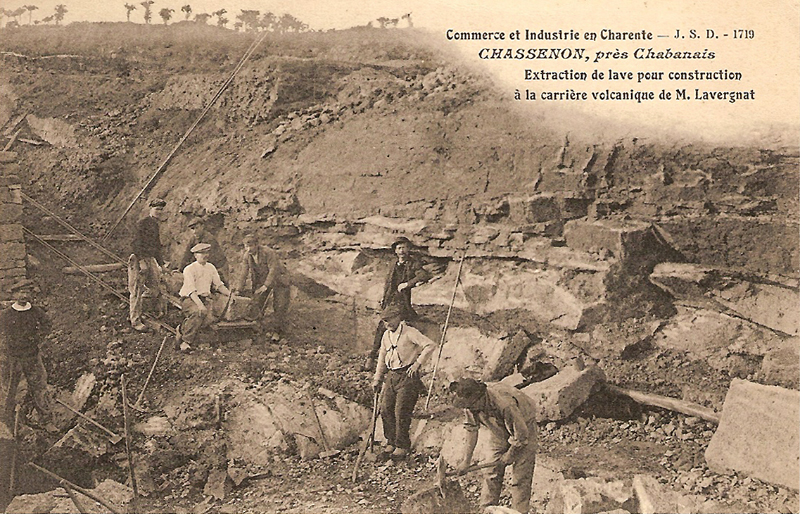
« Extraction de lave pour construction à la carrière volcanique de M. Lavergnat »
à Chassenon (Charente), vers 1910.

La carte postale de la carrière Lavergnat ci-contre présente l'une des exploitations de matériau de construction à Chassenon. De nombreuses autres carrières étaient exploitées, dans lesquelles ont été prélevés la plupart des échantillons qui ont permis de démontrer l'origine de ces roches. Ces carrières sont maintenant toutes fermées. On peut citer les carrières de Chassenon, Champonger, Champagnac, Fontceverane, Babaudus…
La pierre est réputée pour la variété de ses couleurs et de sa texture, elle prend bien la lumière et possède des qualités de résistance à la température et au gel. Légère et riche en verre et en porosités, elle constitue aussi un très bon matériau calorifuge et se taille avec facilité,. Au Moyen Âge, des cercueils et sarcophages étaient taillés avec cette roche, plutôt que dans du granite, car sa légèreté facilitait leur transport sur de grandes distances. Il a aussi été remarqué lors des fouilles réalisées dans les anciens cimetières et les tombeaux de l'abbaye Saint-Martial de Limoges que les corps placés dans les sarcophages en brèche sont bien conservés alors que ceux contenus dans les sarcophages en granite sont réduits en poussière.

## De nos jours

### La carte géologique
La carte géologique (no 687) au 1/50 000 de Rochechouart et sa notice explicative de 172 pages, éditée en 1996 par le Bureau de recherches géologiques et minières (BRGM), montrent l'étendue actuelle des diverses brèches et roches fracturées par l'impact. Elle a été levée par Philippe Chèvremont et Jean-Pierre Floc'h à partir d'un balayage systématique sur le terrain et de nombreuses études microscopiques en lames minces,.

### L'espace Météorite Paul-Pellas

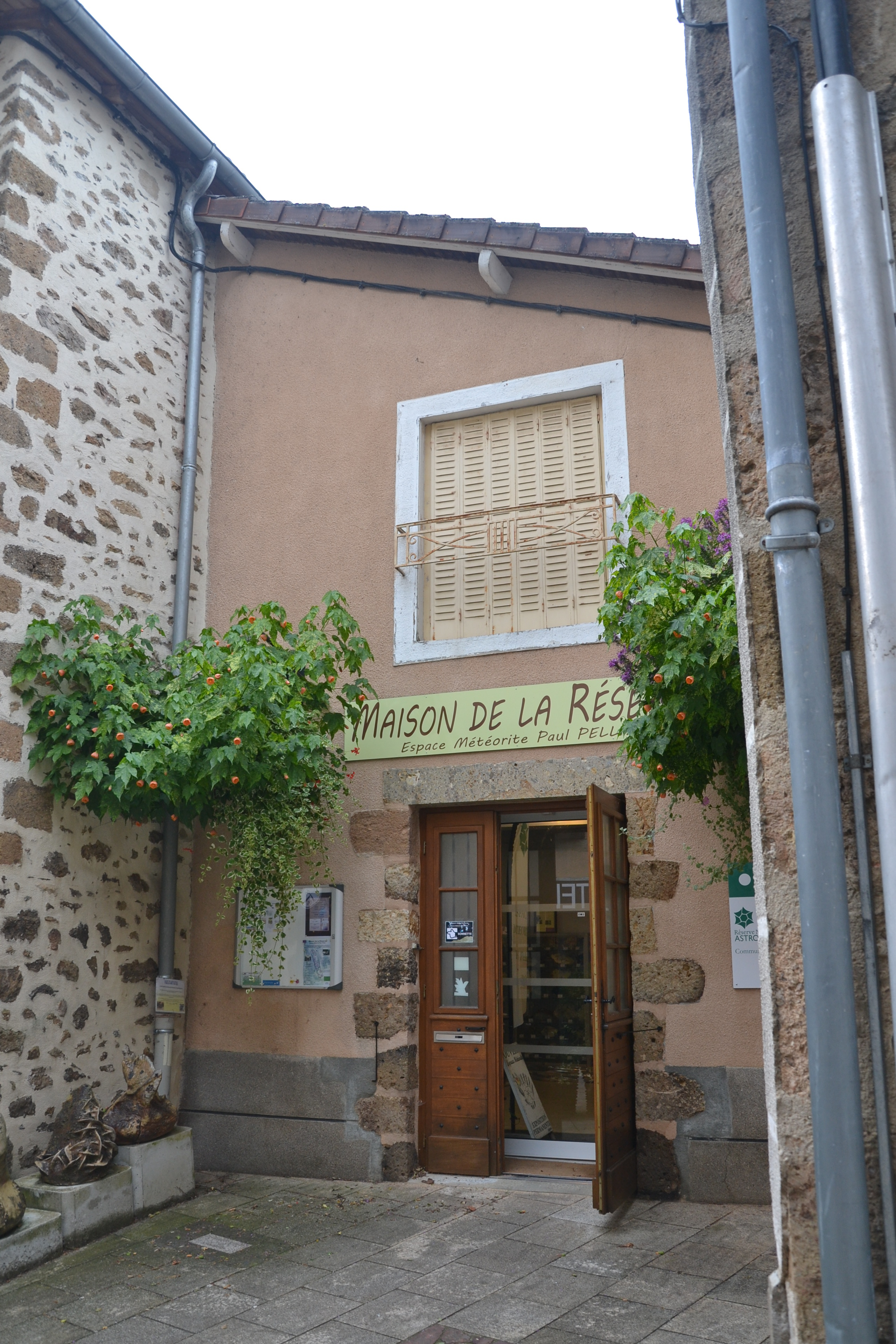
L'Espace météorite à Rochechouart.

L'association Pierre de lune est chargée de la surveillance du patrimoine géologique de l'astroblème et de l'animation de l'espace Météorite Paul-Pellas à Rochechouart.

### La réserve nationale géologique
Depuis le 18 septembre 2008, le site est classé réserve naturelle nationale sous l'appellation réserve naturelle nationale de l'astroblème de Rochechouart-Chassenon. Cette réserve de cinquante hectares est gérée par la communauté de communes « Porte Océane du Limousin ». Le site a également été référencé Géoparc européen sous l'appellation Astroblème-Châtaigneraie limousine d'octobre 2004 jusqu'en juin 2006.
Toute activité de recherche ou d'exploitation minière et tout prélèvement de roches ou de minéraux sont interdits sur le territoire de la réserve naturelle. Toutefois, des prélèvements effectués à des fins scientifiques ou dans le cadre de fouilles archéologiques peuvent être autorisés, y compris par forages ou sondages, après avis du conseil scientifique de la réserve. En raison de cette interdiction, la vente de minéraux en provenance de la réserve est désormais illicite si ces échantillons ont été prélevés après le 18 septembre 2008, date du classement.
Afin d'effectuer des prélèvements de minéraux, une autorisation préalable doit être obtenue auprès de la Délégation régionale à la recherche et à la technologie (DRRT) et de la Direction régionale de l'environnement (DIREN) du Limousin.

## Quelques chiffres clés et éléments de comparaison
Outre les dimensions principales de la météorite et du cratère listées dans le tableau en tête d'article, et des rayons de destruction mentionnés ci-dessus, on peut noter :
- puissance de l'impact en équivalent nucléaire : 283 000 Mt de TNT, soit environ 19 millions « bombes de Hiroshima »[n 11],[n 12] ;
- puissance du tremblement de terre causé par l'impact : 8,2 sur l'échelle de Richter[n 11], soit l'équivalent du tremblement de terre de Valparaíso au Chili qui a fait 3 000 victimes en 1906 ;
- masse de la météorite : environ six milliards de tonnes[n 13], soit environ 140 000 porte-avions Charles de Gaulle[n 14], ou 1 300 tours du World Trade Center ;
- vitesse de la météorite : environ 20 km/s, soit Paris - Marseille en 40 secondes ;
- taille du cratère : de 20 à 25 km de diamètre, ce qui couvre environ deux fois la surface de la Seine-Saint-Denis.

Selon les données de la Earth Impact Database, l'impact de Rochechouart-Chassenon est, parmi les 184 cratères d'impacts identifiés à ce jour, :
- le 37e plus grand cratère terrestre (6e pour l'Europe) ;
- le 80e plus ancien cratère terrestre (22e pour l'Europe).